# Himalmartensus nandadevi
Espèce
Himalmartensus nandadevi est une espèce d'araignées aranéomorphes de la famille des Amaurobiidae.

## Distribution
Cette espèce est endémique d'Uttarakhand en Inde,.

## Description
La femelle holotype mesure 10,33 mm et le mâle paratype 8,75 mm.

## Étymologie
Son nom d'espèce lui a été donné en référence au lieu de sa découverte, le Nanda Devi.

## Publication originale
- Quasin, Siliwal & Uniyal, 2015 : New species of Himalmartensus Wang & Zhu, 2008 (Araneae: Amaurobiidae) with the first description of a male from the Nanda Devi Biosphere Reserve, Western Himalaya, India. Journal of Asia-Pacific Biodiversity, vol. 8, p. 247-250.